# 卡利斯坦运动

旗帜

卡利斯坦运动（羅馬化：xālistān lahir）是一個錫克教分離主義運動，旨在通過在旁遮普地區建立一個名為卡利斯坦的锡克人主權國家。卡利斯坦运动所设想的卡利斯坦国涵盖今印度旁遮普邦、哈里亚纳邦、喜马偕尔邦、古吉拉特邦、拉贾斯坦邦等邦的部分土地。
卡利斯坦在旁遮普語裡指的是「卡尔萨之地」，源自阿拉伯語「Khalis」，意思是「純潔、清晰、自由、真誠、真實、正直、堅實」。

## 历史
1799年至1849年间，旁遮普地区曾经建立过锡克帝国。
在1970年代、1980年代，该运动曾达到高潮。现在则多以小规模的抗争出现。

## 相關事件
- 藍星行動、英迪拉·甘地遇刺案以及1984年反锡克教骚乱
- 印度航空182號班機空難和成田机场爆炸案
- 哈迪普·辛格·尼贾尔遇刺案